# Nickelodeon Studios
Nickelodeon Studios fue un estudio de grabación de televisión y una atracción familiar original en Universal Studios Florida, que abrió el 7 de junio de 1990. El estudio cerró permanentemente el 30 de abril de 2005.

## Historia
En noviembre de 1988, Nickelodeon se unió al equipo de Universal Studios Florida
para crear su primer estudio de producción. En la primavera de 1989 filmaron allí su primer programa, Super Sloppy Double Dare. El 7 de junio de 1990, el estudio (junto con el parque) se inauguró oficialmente. Hubo una fiesta de ceremonia de apertura de tres horas transmitida en vivo por Nickelodeon, con Marc Summers como el maestro de ceremonias del evento ese día. Otros anfitriones incluyeron a Greg Lee y Skip Lackey. La ceremonia también incluyó actuaciones de The Perfect Gentlemen, Kid 'n Play y The Cover Girls, una mirada entre bastidores al estudio, una mirada al interior del parque temático de Universal Studios y una breve ronda de un desafío físico de Double Dare. El mismo año Nickelodeon presentó su Slime Geyser el 27 de octubre de 1990. El 30 de abril de 1992, se enterró una cápsula del tiempo para conmemorar la apertura del estudio. Una ceremonia especial de entierro en cápsula fue transmitida en vivo por Nickelodeon y fue presentada por Mike O'Malley y Joey Lawrence. La instalación era un estudio de trabajo donde se producían muchos Nickelodeon y Nickelodeon GAS, el primero fue Double Dare. Consistía en los estudios de sonido 18 y 19, junto con un edificio central entre ellos que albergaba las oficinas de producción de Nickelodeon, los camerinos, las salas de maquillaje, Gak Kitchen y el show en vivo de Game Lab ubicado en el escenario 17 para los invitados de Universal Studios Florida. Soundstage 21, ubicado directamente detrás de los estudios 17 y 18, también formaba parte de la instalación de producción a principios de la década de 1990, cuando se necesitaba un escenario de sonido más grande para la grabación de Nickelodeon / Global Guts. El Estudio 21 no formaba parte del contrato de estudio que Nickelodeon tenía con Universal, pero se alquilaba por separado durante el tiempo de sus producciones.

### Rechazo y cierre
En 1997 y 1998, Nickelodeon abrió dos nuevos estudios en California, el estudio de acción en vivo Nickelodeon on Sunset y el Nickelodeon Animation Studio. Nickelodeon se alejó de los programas de acción en vivo para centrarse en la animación, lo que redujo la necesidad de un estudio de televisión. En 1999, además de la última temporada de Figure It Out y otros programas que se emitieron, no se hicieron ni filmaron nuevos programas en la ubicación de Orlando. En el verano de 2001, Nickelodeon Studios tenía menos de 100 empleados y comenzó a ver una disminución constante de visitantes a medida que las producciones de acción en vivo de Nickelodeon comenzaron a pasar de los programas de juegos y acrobacias con participación de la audiencia a las comedias de situación tradicionales, muchos de los cuales requirieron una producción cerrada. La mayoría de la producción de Nickelodeon se había trasladado a las instalaciones cerradas de Nickelodeon on Sunset en Hollywood, California. A finales de 2004, el estudio consiguió su nuevo trabajo de pintura. El programa final grabado fue Nickelodeon Splat!, que se transmitió en vivo desde el 7 de marzo de 2004 hasta el 17 de agosto de 2004. El estudio cerró sus puertas el 30 de abril de 2005. Esto fue el resultado de que Nickelodeon trasladara gradualmente su administración a las oficinas centrales de MTV Networks en Santa Mónica, California y One Astor Plaza en la ciudad de Nueva York y su brazo de producción de acción en vivo a Nickelodeon on Sunset.
Una cápsula del tiempo enterrada por la red en 1992 frente al Estudio 18 fue cerrada en agosto de 2007 y luego pavimentada. Contiene elementos considerados importantes para los niños de 1992 según lo votado por los espectadores de Nickelodeon, que incluyen chicle, una patineta, un cómic, una guía telefónica, copias en VHS de Regreso al futuro y Solo en casa, fotografías variadas de bicicletas, trenes, autos, políticos y celebridades, un pedazo del Muro de Berlín, la guía de televisión de Orlando, Florida de la semana del 30 de abril de 1992, una pelota de béisbol, una muñeca Barbie, una Nintendo Game Boy, una camiseta de Nicktoons, CD de Michael Jackson, Twinkies, un número de Nickelodeon Magazine, Rollerblades, una lata de Nickelodeon Gak, zapatillas Reebok Pump y una copia del Libro de especies en peligro de extinción.
La cápsula del tiempo residió en Nickelodeon Suites Resort (ahora Holiday Inn Resort Orlando Suites - Waterpark) después de que el estudio cerró; Tras el cierre y el cambio de marca del hotel en 2016, se trasladó al oeste a su ubicación actual en el nuevo edificio de vidrio de cinco pisos en el Nickelodeon Animation Studio en Burbank, California, donde se prevé que se inaugure el 30 de abril de 2042 (exactamente 50 años después de ser enterrado en Nickelodeon Studios).
En este momento, el Estudio 19, así como la segunda sala de control de planta en el edificio central entre él y el Estudio 18, albergan la Fox Sports Florida y su cadena hermana, Fox Sports Sun. También se está utilizando como un área de almacenamiento para las carrozas del desfile de Universal Orlando y para entrenar eventos deportivos para My Family's Got Guts, que fue un renacimiento de corta duración del clásico programa de juegos de Nickelodeon Guts. La sala verde se había utilizado como una para el espectáculo, y se ha mantenido exactamente igual que cuando la usaron las producciones anteriores de Nickelodeon, aunque con muebles nuevos. Gran parte de la señalización de Nickelodeon todavía era visible en los pasillos del segundo piso, incluidos varios murales del episodio de Ren y Stimpy: Space Madness (ahora eliminado). Actualmente, el tubo que pasa por encima de Estudio 19 que fue parte de la gira, ahora se usa para el almacenamiento de varios accesorios antiguos y equipos de A / V, junto con el almacenamiento para Blue Man Group. Además, La Gak Kitchen se utiliza como sala de descanso. 
Para el personal del frente de su casa y el espacio que antes albergaba el Game Lab ahora es una sala de eventos especial para ellos y el parque en sí.

### Restos
El 9 de noviembre de 2006, Universal Orlando anunció que el Estudio 18 sería rediseñado para convertirse en un lugar permanente con mil asientos para Blue Man Group. El nuevo lugar abrió el 1 de junio de 2007. Durante la fase de construcción del nuevo teatro, no se realizaron cambios cosméticos, con la excepción de la adición de la nueva taquilla en el pabellón. El escenario de sonido se pintó de negro con tres cabezas gigantes azules, el edificio principal se pintó de blanco con adornos negros y azules, y el lado del Escenario 18 se pintó de negro con salpicaduras de pintura azul, amarilla y roja. La instalación pasó a llamarse Sharp Aquos Theatre.
En 2008, Nickelodeon regresó por única vez a Universal Studios con My Family's Got Guts. El entrenamiento fue en el Estudio 19, y los descansos fueron en la Sala Verde (Green Room), mientras que la producción real fue en el Estudio 23 con Aggro Crag en el Estudio 24.
En 2012, la personalidad de YouTube adamthewoo obtuvo acceso al Estudio 19 y los pisos superiores del edificio principal; documentó murales y decoración muy intactos del apogeo de los estudios.
En abril de 2013, la barandilla naranja sobrante del edificio principal se volvió a pintar de azul después de seis años desde la apertura de los estudios como Sharp Aquos Theatre.
En marzo de 2014, se retiró de la puerta exterior (antes la salida del Laboratorio de Juegos) la pegatina naranja con forma de símbolo de Nickelodeon "Sólo para el equipo de producción" y se sustituyó por una pegatina de "Sólo miembros del equipo" con el tema de Blue Man Group.
A partir de 2019, no quedan vestigios del estudio. El primer piso del edificio principal se ha cambiado por completo con las escaleras mecánicas y los murales de The Wild Thornberrys completamente eliminados. Además, las paredes del segundo piso (que contenían varios murales con temas de naves espaciales de Ren & Stimpy) fueron completamente repintadas, y la pintura verde sobrante en la pared exterior izquierda detrás del escenario fue repintada de amarillo para que coincida con los colores del escenario sonoro. Los únicos signos que quedan de la presencia anterior de Nickelodeon incluyen los baños debajo de la escalera que contienen el patrón de piso con temática de limo verde, dos derrames de limo en la escalera exterior y los baños (aunque pintados de azul), y la puerta del ascensor junto al antiguo Game Salida del laboratorio.

## Trabajos

### Nickelodeon
- Family Double Dare (1990–93)
- Make the Grade (1989-91)
- Think Fast! (1989-1990)
- Outta Here! (1990–91)
- Fifteen (TV show) (1991–1998)
- Get the Picture (1991)
- What Would You Do? (1991–1993)
- Welcome Freshmen (1991–1994)
- Clarissa Explains It All (1991–1994)
- Double Dare (1989-1993)
- Roundhouse  (1992-1996)
- Nick Arcade (1992)
- Nickelodeon Guts (1992–1995)
- Legends of the Hidden Temple (1993–1995)
- Weinerville (1993–1994)
- All That (1994–1996)
- My Brother and Me (1994–1995)
- The Mystery Files of Shelby Woo (1996–1998)
- Kenan & Kel (1996–2000)
- Figure It Out (1997–1999)
- You're On! (1998)
- Me And My Friends Pilot (1998-1999)
- Slime Time Live (2000–2004)
- Double Dare 2000 (2000)
- Noah Knows Best (2000-2001)
- Taina (2001-2002)
- Nickelodeon SPLAT! (2004, último trabajo)
- Wild & Crazy Kids (1990-1992)

### Nick Jr
- Eureeka's Castle (1990–92)
- Allegra's Window (1994–96)
- Gullah Gullah Island (1994–2000)
- Binyah Binyah! (1998)